# Vittorio Emanuele

Vittorio Emanuele is een metrostation in het centrum van de Italiaanse hoofdstad Rome. Het station werd geopend op 16 februari 1980 als onderdeel van het initiële tracé van lijn A van de metro van Rome. Het station en het bovenliggende plein zijn genoemd naar Victor Emanuel II van Italië, de eerste koning van Italië. 

## Geschiedenis
In 1941 werd een algemeen plan voor de Romeinse metro gepresenteerd waarin lijn A was opgenomen tussen Monte Mario en Ostia met onder andere een station bij de Piazza Vittorio Emanuele. Na diverse wijzigingen werd het tracé in december 1959 vastgelegd. Het deeltraject tussen Termini en Re di Roma kreeg minder bochten ten noorden van Vittorio Emanuele maar volgt verder het ontwerp van 1941. De tunnels voor de metro werden op ongeveer 20 meter diepte geboord met een tunnelboormachine terwijl de verdeelhal met de openbouwputmethode werd gerealiseerd. De opening was gepland voor 1966/67, door vertraging in de bouw ten zuiden van San Giovanni en archeologische vondsten in de oude binnenstad werd de lijn echter pas in de zomer van 1979 opgeleverd. 

## Inrichting
Het station kent een verdeelhal vlak onder het straatoppervlak, de ingangen bevinden zich op de hoeken met de Via Carlo Alberto en in het midden van de arcades onder de gebouwen aan de noord- en zuidkant van het plein. De verdeelhal is met trappen en roltrappen verbonden met de perrons. De afwerking van het hele station bestaat voor een groot deel stenen platen met oranje plinten en de tunnelwanden zijn bij de perrons afgewerkt met golfplaten waardoor het een donkere indruk maakt. De verdeelhal is in het kader van de Artemetro Roma-prijs opgesierd met mozaïeken van de hand van Nicola Carrino en Giulia Napoleone. Naast het deel voor reizigers bevindt zich een onderstation voor de stroomvoorziening van de metro.          

## Incident
Op 17 oktober 2006 was er een aanrijding tussen twee metro's in het station, hierbij raakten meer dan 200 reizigers gewond en kwam er een om het leven. Voor het omgekomen slachtoffer, de 30-jarige Alessandra Lisi uit Pontecorvo, is een gedenkplaat aangebracht in het station.